# Annie Leysen
Annie Leysen (Turnhout, 16 mei 1942) is een Belgisch politica van de CVP en het latere CD&V.

## Levensloop
Leysen werd beroepshalve lerares en was van 1968 tot 1971 verbondscommissaris voor de Katholieke Meisjesscouts (VVKSM).
In 1976 werd ze verkozen tot gemeenteraadslid van Turnhout, waar ze van 1977 tot 1988 schepen van Onderwijs en van 1994 tot 2007 OCMW-voorzitter was. Ook werd ze er de plaatselijke voorzitter van CD&V Senioren.
Leysen was van 1987 tot 1995 eveneens lid van de Kamer van volksvertegenwoordigers voor het arrondissement Turnhout. In de periode februari 1988-mei 1995 had ze als gevolg van het toen bestaande dubbelmandaat ook zitting in de Vlaamse Raad.